# TRAMvia Metropolità

Logo van TRAM

TRAMvia Metropolità, bij het publiek bekend onder de handelsnaam TRAM, is een concessiehouder van tramlijnen in de metropool Barcelona. TRAM exploiteert de Trambaix en de Trambesòs en daarmee zes van de zeven lijnen van de stad.
In het consortium TRAM participeren twaalf aandeelhouders. Onder de aandeelhouders zijn niet alleen banken als Banco Sabadell en Société Générale en vervoersbedrijven als de TMB, FGC, Veolia en Acciona vertegenwoordigd, maar ook aannemer  FCC en materiaalleverancier Alstom.